# 埃兰日
埃兰日（法語：Éringes，法語發音：[eʁɛ̃ʒ]）是法国科多尔省的一个市镇，属于蒙巴尔区。

## 地理
埃兰日（47°35'32"N, 4°27'51"E）面积6.01 平方千米，位于法国勃艮第-弗朗什-孔泰大區科多尔省，该省份为法国中东部省份，北起奥布省，西接涅夫勒省和约讷省，南至索恩-卢瓦尔省，东南接汝拉省，东临上索恩省，东北部与上马恩省接壤。
与埃兰日接壤的市镇（或旧市镇、城区）包括：吕斯奈勒迪克、塞尼、比西勒格朗、弗雷讷、梅内特勒勒皮图瓦。
埃兰日的时区为UTC+01:00、UTC+02:00（夏令时）。

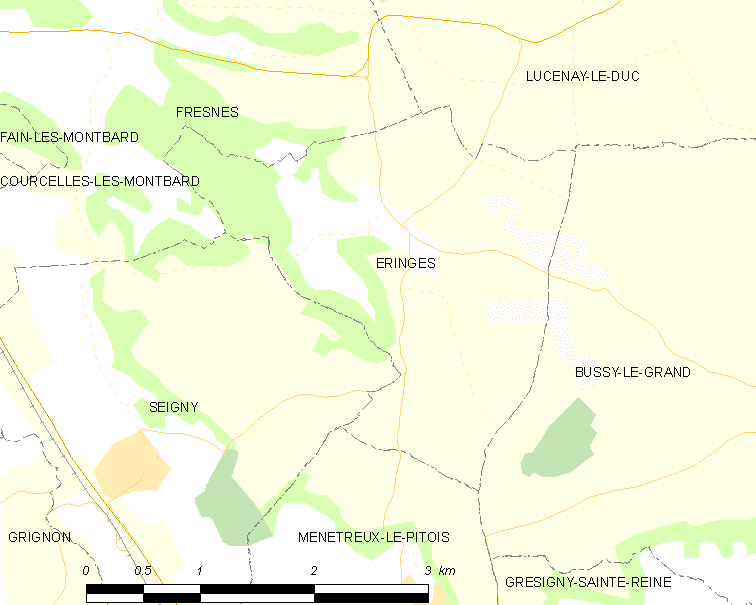
埃兰日的OSM定位图

## 行政
埃兰日的邮政编码为21500，INSEE市镇编码为21248。

## 政治
埃兰日所属的省级选区为蒙巴尔县。

## 人口

1962-2008年间埃兰日人口变化图示

埃兰日于2022年1月1日时的人口数量为57人。